# Ващук Любов Володимирівна
Любов Володимирівна Ващук (нар. 11 серпня 1952, Ніжин) — українська акторка.

## Життєпис
Народилася 11 серпня 1952 року у Ніжині Чернігівської області.
Закінчила 1974 р. відділ музики Ніжинського педінституту ім. М Гоголя як вчитель музики і співу.
Працювала вчителем у школі Ніжина, в 1975—1999 рр. артисткою у Тернопільському музично-драматичному театрі ім. Т. Шевченка.
Серед ролей:
- дівчина Орися («Ключі до щастя» О. Корнієнка),
- Молода жінка («Голубі олені» О. Коломійця),
- Клава («Я завжди посміхаюсь» Я. Сегеля),
- Паросинка («Земля» за О. Кобилянською),
- Валя («Іркутська історія» О. Арбузова) та інші.

До 1999 року виступала в концертах театру в складі тріо: Марії Гонти (сопрано), Віри Самчук (сопрано) і Любові Ващук (альт).
Влітку 2000 року виїхала з Тернополя до Ніжина.